# مقاطعة وود (ويسكونسن)
مقاطعة وود هي مقاطعة في ويسكونسن، بلغ عدد سكانها 74٬749  نسمة، في 2010، عاصمتها ويسكونسن رابيدز.

## الموقع
تشترك في الحدود مع:
- مقاطعة ماراثون (ويسكونسن)
- مقاطعة جاكسون
- مقاطعة كلارك
- مقاطعة جونو
- مقاطعة بورتاغ
- مقاطعة آدامز
- مقاطعة بورتج، أوهايو.

## التقسيمات الإدارية
- ويسكونسن رابيدز.